# Charles De Coster

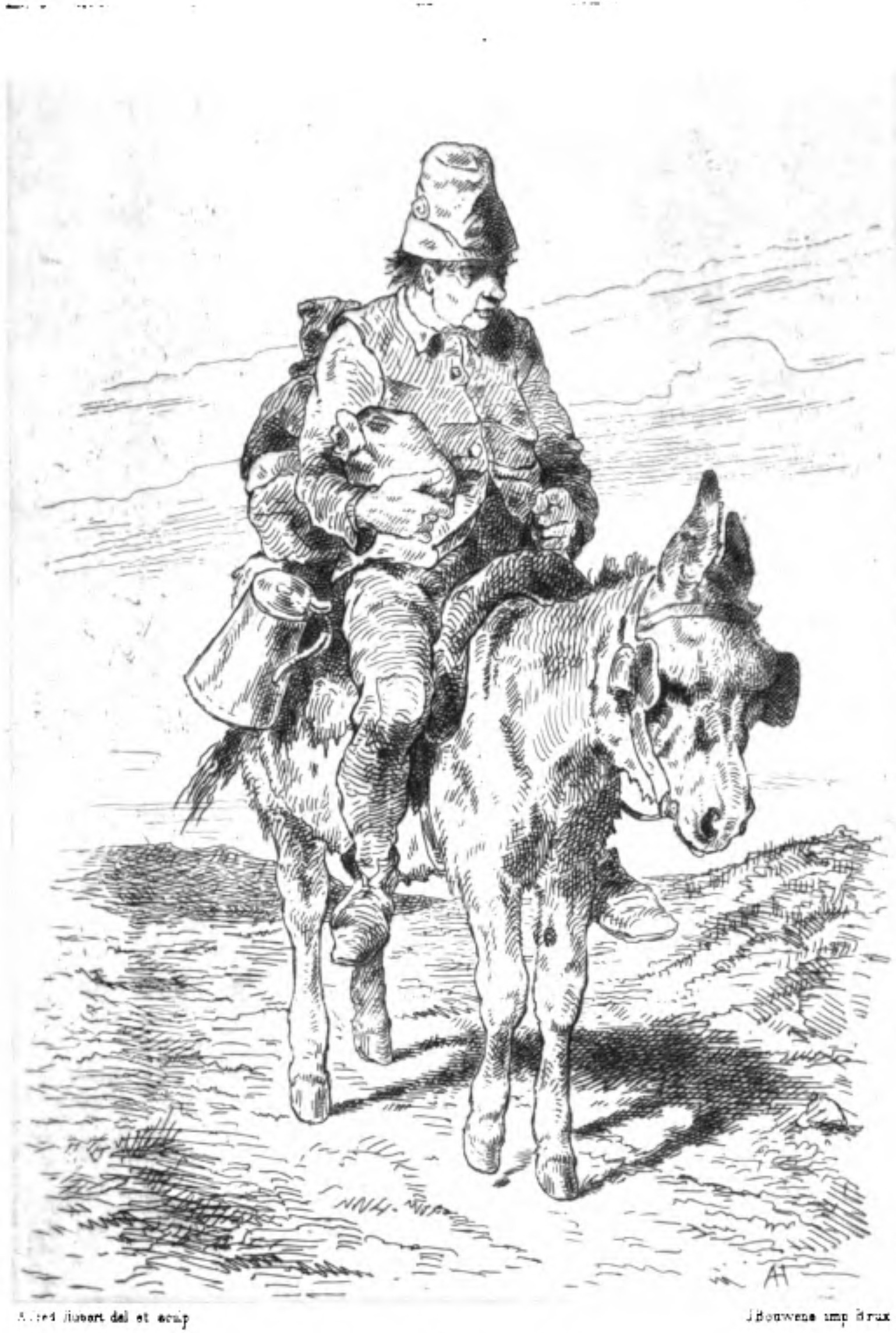
A La Légende d’Ulenspiegel című regényének illusztrációja, 1869

Charles De Coster, teljes nevén: Charles-Theodore-Henri De Coster (München, 1827. augusztus 27. – Brüsszel, 1879. május 7.) belga író.
Charles de Coster klasszikus regénye 1867-ben jelent meg La légende et les aventures héroïques, joyeuses et glorieuses, D’Ulenspiegel et de Lamme Goedzak au pays de Flandres et ailleurs címmel és a mű nagyban hozzájárult az egységes Belgium megszületéséhez.

## Élete
Flamand, illetve vallon származású szülők gyermeke volt. A brüsszeli szabad egyetemen tanult. Újságíróként, majd egyetemi tanárként dolgozott. Részt vett az Uylenspiegel című újság szerkesztésében, amelyben Ulenspiegel legendájáról írt fő műve a La Légende et les Aventures héroïques, joyeuses et glorieuses d'Ulenspiegel et de Lamme Goedzak au pays de Flandres et ailleurs címmel jelent meg. Charles De Coster Eulenspiegelt, a 14. század első felében élt népi hős alakját a németalföldiek és a spanyolok harcának idejébe helyezte át. A regényének főszereplője a németalföldi népmondák vidám és mihaszna csínytevője, a balga hiszékenyek rászedője Thyl Ulenspiegel, akinek társa a feneketlen bendőjű, jó kedélyű Lamme Goedzak.
A mű a belgák nemzeti eposzává vált. Megjelenésének idejében nem aratott túl nagy sikert, csak jóval később a Fiatal Belgium nevű mozgalom idejében ismerték fel valódi jelentőségét. De Coster fő műve az egész világon ismert és elismert, lefordították az összes európai nyelvre, mégis, saját hazájában a mai napig nem nyert igazán megbecsülést.

## Róla mondták
- Romain Rolland írta róla: „Charles De Coster Ulenspiegel-legendájának jelentősége óriási. A mű új hazát teremtett.”
- Émile Verhaeren írta az Ulenspiegel-ről: „Az első könyv, melyben országunk magára talált.”

## Főbb művei
- Légendes flamandes
- Contes brabançons
- La Légende d’Ulenspiegel (magyar kiadás: Thyl Ulenspiegel, Európa; 1977 ISBN 9630710005)

## Feldolgozások
- Zenemű:
  - Richard Strauss: Till Eulenspiegel vidám csínyjei (régimódi kópé modorban, rondóformában) – szimfonikus költemény op. 28.
- Tévésorozat:
  - Thyl Ulenspiegel legendája, 1976; szovjet, rendezte: Alekszandr Alov és Vlagyimir Naumov
- Film 
  - Les Aventures de Till l'Espiègle, 1956, francia, rendezte: Gérard Philipe, Joris Ivens[19][20]

## Magyarul
- Thyl Ulenspiegel; ford. Bálint Lajos, Éber László, bev. Juhász Andor; Révai, Bp., 1920 (Klasszikus regénytár. Új sorozat)
- A nászút. Regény, 1-3.; Tolnai, Bp., 1926 (Tolnai regénytára)
- A nászutazás; ford. Braun Soma; Világosság Ny., Bp., 1929
- Thyl Ulenspiegel; ford. Illyés Gyula, Szabó Lőrinc, bev. Romain Rolland, bev. ford. Szekeres György, ill. Győry Miklós; Európa, Bp., 1957